# Élections générales espagnoles de 2015 en Aragon
Les élections générales espagnoles de 2015 (en espagnol : Elecciones generales de España de 2015) se sont tenues le dimanche 20 décembre 2015 afin d'élire les 350 députés et 208 des 266 sénateurs de la XIe législature des Cortes Generales. 13 députés sont élus en Aragon.

## Résultats

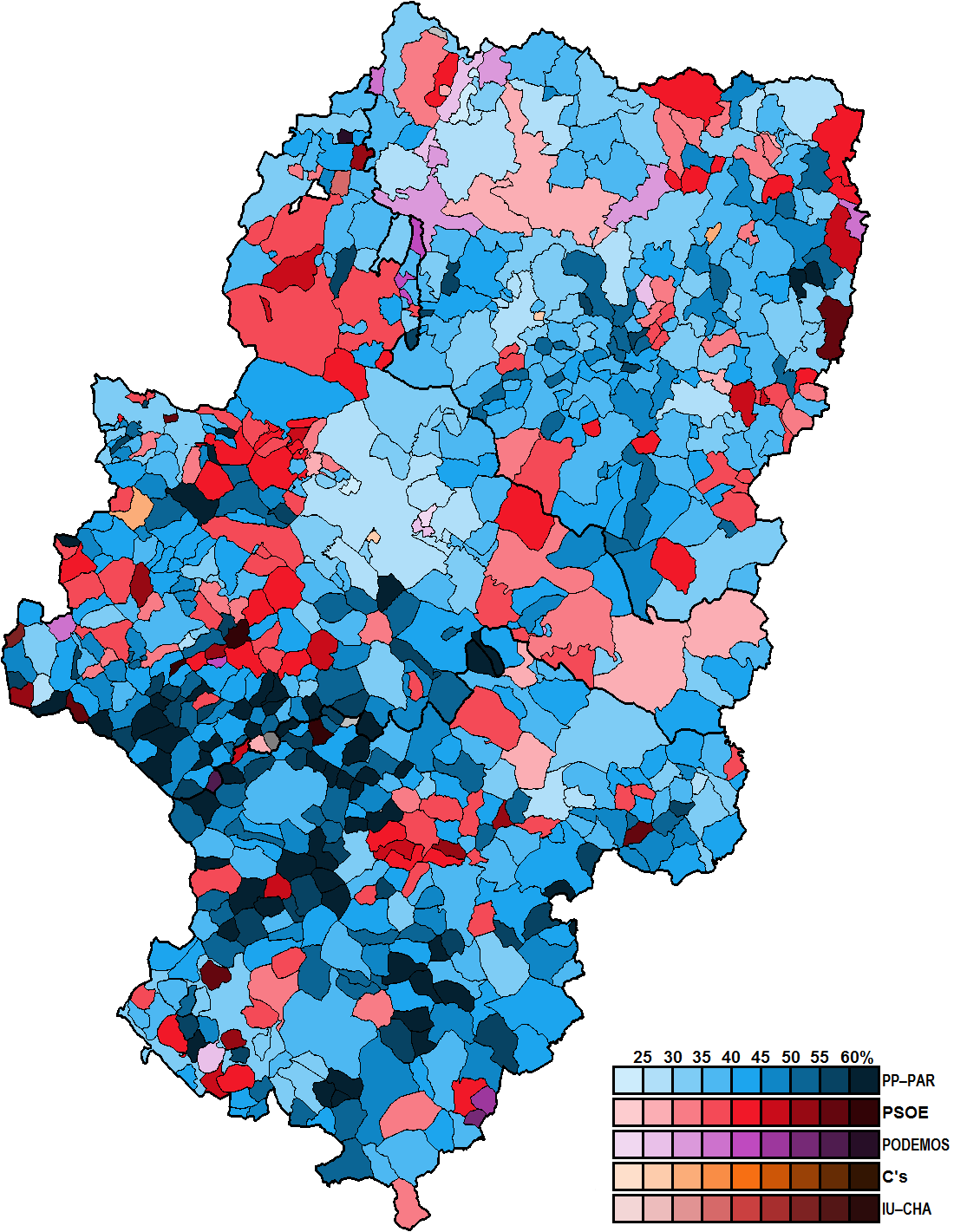
Résultats par commune.

| Parti                  | Parti                                                   | Voix      | %     | +/-   | Sièges | +/-           |
| ---------------------- | ------------------------------------------------------- | --------- | ----- | ----- | ------ | ------------- |
|                        | Liste commune PP-PAR                                    | 229 691   | 31,31 | 16,39 | 6      | 2             |
|                        | Parti socialiste ouvrier espagnol (PSOE)                | 169 057   | 23,05 | 8,47  | 4      | en stagnation |
|                        | Podemos                                                 | 136 434   | 18,60 | Nv.   | 2      | 2             |
|                        | Ciudadanos (Cs)                                         | 126 346   | 17,22 | Nv.   | 1      | 1             |
|                        | Liste commune IU-CHA-UP                                 | 45 199    | 6,16  | 4,37  | 0      | 1             |
|                        | Union, progrès et démocratie (UPyD)                     | 5 803     | 0,79  | 4,98  | 0      | en stagnation |
|                        | Parti animaliste contre la maltraitance animale (PACMA) | 5 224     | 0,71  | 0,23  | 0      | en stagnation |
|                        | Sièges en blanc (EB)                                    | 3 834     | 0,52  | 0,08  | 0      | en stagnation |
|                        | Vox                                                     | 1 849     | 0,25  | Nv.   | 0      | en stagnation |
|                        | Recortes Cero-Grupo Verde (RC-GV)                       | 1 476     | 0,20  | Nv.   | 0      | en stagnation |
|                        | Parti communiste des peuples d'Espagne (PCPE)           | 1 199     | 0,16  | 0,04  | 0      | en stagnation |
|                        | Indépendants pour l’Aragon (IpA)                        | 676       | 0,09  | Nv.   | 0      | en stagnation |
|                        | Vote blanc                                              | 6 791     | 0,93  | 1,11  |        |               |
|                        |                                                         |           |       |       |        |               |
| Suffrages exprimés     | Suffrages exprimés                                      | 733 579   | 99,17 |       |        |               |
| Votes nuls             | Votes nuls                                              | 6 128     | 0,83  |       |        |               |
| Total                  | Total                                                   | 739 707   | 100   | -     | 13     | en stagnation |
| Abstention             | Abstention                                              | 279 428   | 27,42 |       |        |               |
| Inscrits/Participation | Inscrits/Participation                                  | 1 019 135 | 72,58 |       |        |               |

### Résultats par provinces

#### Huesca
| Parti                  | Parti                                                   | Voix    | %     | +/-   | Sièges | +/-           |
| ---------------------- | ------------------------------------------------------- | ------- | ----- | ----- | ------ | ------------- |
|                        | Liste commune PP-PAR                                    | 39 747  | 32,54 | 15,93 | 1      | 1             |
|                        | Parti socialiste ouvrier espagnol (PSOE)                | 30 183  | 24,71 | 9,06  | 1      | en stagnation |
|                        | Podemos (av. AAA)                                       | 21 943  | 17,96 | Nv.   | 1      | 1             |
|                        | Ciudadanos (Cs)                                         | 19 789  | 16,20 | Nv.   | 0      | en stagnation |
|                        | Liste commune IU-CHA-UP                                 | 6 433   | 5,27  | 2,97  | 0      | en stagnation |
|                        | Union, progrès et démocratie (UPyD)                     | 833     | 0,68  | 3,81  | 0      | en stagnation |
|                        | Parti animaliste contre la maltraitance animale (PACMA) | 792     | 0,65  | 0,19  | 0      | en stagnation |
|                        | Sièges en blanc (EB)                                    | 554     | 0,45  | Nv.   | 0      | en stagnation |
|                        | Parti communiste des peuples d'Espagne (PCPE)           | 257     | 0,21  | 0,08  | 0      | en stagnation |
|                        | Recortes Cero-Grupo Verde (RC-GV)                       | 249     | 0,20  | Nv.   | 0      | en stagnation |
|                        | Indépendants pour l’Aragon (IpA)                        | 114     | 0,09  | Nv.   | 0      | en stagnation |
|                        | Vote blanc                                              | 1 251   | 1,02  | 1,38  |        |               |
|                        |                                                         |         |       |       |        |               |
| Suffrages exprimés     | Suffrages exprimés                                      | 122 145 | 99,07 |       |        |               |
| Votes nuls             | Votes nuls                                              | 1 152   | 0,93  |       |        |               |
| Total                  | Total                                                   | 123 297 | 100   | -     | 3      | en stagnation |
| Abstention             | Abstention                                              | 50 775  | 29,17 |       |        |               |
| Inscrits/Participation | Inscrits/Participation                                  | 174 072 | 70,83 |       |        |               |

#### Teruel
| Parti                  | Parti                                                   | Voix    | %     | +/-   | Sièges | +/-           |
| ---------------------- | ------------------------------------------------------- | ------- | ----- | ----- | ------ | ------------- |
|                        | Liste commune PP-PAR                                    | 28 282  | 36,40 | 15,38 | 2      | en stagnation |
|                        | Parti socialiste ouvrier espagnol (PSOE)                | 19 938  | 25,66 | 7,36  | 1      | en stagnation |
|                        | Podemos                                                 | 11 895  | 15,31 | Nv.   | 0      | en stagnation |
|                        | Ciudadanos (Cs)                                         | 11 427  | 14,71 | Nv.   | 0      | en stagnation |
|                        | Liste commune IU-CHA-UP                                 | 3 897   | 5,02  | 2,88  | 0      | en stagnation |
|                        | Union, progrès et démocratie (UPyD)                     | 456     | 0,59  | 2,85  | 0      | en stagnation |
|                        | Parti animaliste contre la maltraitance animale (PACMA) | 375     | 0,48  | 0,14  | 0      | en stagnation |
|                        | Sièges en blanc (EB)                                    | 313     | 0,40  | 0,20  | 0      | en stagnation |
|                        | Recortes Cero-Grupo Verde (RC-GV)                       | 139     | 0,18  | Nv.   | 0      | en stagnation |
|                        | Parti communiste des peuples d'Espagne (PCPE)           | 97      | 0,12  | Nv.   | 0      | en stagnation |
|                        | Vote blanc                                              | 883     | 1,14  | 1,05  |        |               |
|                        |                                                         |         |       |       |        |               |
| Suffrages exprimés     | Suffrages exprimés                                      | 77 702  | 98,63 |       |        |               |
| Votes nuls             | Votes nuls                                              | 1 082   | 1,37  |       |        |               |
| Total                  | Total                                                   | 78 784  | 100   | -     | 3      | en stagnation |
| Abstention             | Abstention                                              | 31 200  | 28,37 |       |        |               |
| Inscrits/Participation | Inscrits/Participation                                  | 109 984 | 71,63 |       |        |               |

#### Saragosse
| Parti                  | Parti                                                   | Voix    | %     | +/-   | Sièges | +/-           |
| ---------------------- | ------------------------------------------------------- | ------- | ----- | ----- | ------ | ------------- |
|                        | Liste commune PP-PAR                                    | 161 662 | 30,29 | 16,62 | 3      | 1             |
|                        | Parti socialiste ouvrier espagnol (PSOE)                | 118 936 | 22,28 | 8,50  | 2      | en stagnation |
|                        | Podemos                                                 | 102 596 | 19,22 | Nv.   | 1      | 1             |
|                        | Ciudadanos (Cs)                                         | 95 130  | 17,82 | Nv.   | 1      | 1             |
|                        | Liste commune IU-CHA-UP                                 | 34 869  | 6,53  | 4,93  | 0      | 1             |
|                        | Union, progrès et démocratie (UPyD)                     | 4 514   | 0,85  | 5,57  | 0      | en stagnation |
|                        | Parti animaliste contre la maltraitance animale (PACMA) | 4 057   | 0,76  | 0,26  | 0      | en stagnation |
|                        | Sièges en blanc (EB)                                    | 2 967   | 0,56  | 0,05  | 0      | en stagnation |
|                        | Vox                                                     | 1 849   | 0,35  | Nv.   | 0      | en stagnation |
|                        | Recortes Cero-Grupo Verde (RC-GV)                       | 1 088   | 0,20  | Nv.   | 0      | en stagnation |
|                        | Parti communiste des peuples d'Espagne (PCPE)           | 845     | 0,16  | 0,05  | 0      | en stagnation |
|                        | Indépendants pour l’Aragon (IpA)                        | 562     | 0,11  | Nv.   | 0      | en stagnation |
|                        | Vote blanc                                              | 4 657   | 0,87  | 1,07  |        |               |
|                        |                                                         |         |       |       |        |               |
| Suffrages exprimés     | Suffrages exprimés                                      | 533 732 | 99,28 |       |        |               |
| Votes nuls             | Votes nuls                                              | 3 894   | 0,72  |       |        |               |
| Total                  | Total                                                   | 537 626 | 100   | -     | 7      | en stagnation |
| Abstention             | Abstention                                              | 197 453 | 26,86 |       |        |               |
| Inscrits/Participation | Inscrits/Participation                                  | 735 079 | 73,14 |       |        |               |